# Sabadou com Virginia
Sabadou com Virginia é um programa de televisão brasileiro produzido e exibido pelo SBT, que é apresentado por Virginia Fonseca, estreando no dia 6 de abril de 2024. É uma atração de auditório, reunindo games, entrevistas e musicais.

## História

### Antecedentes
Em 16 de novembro de 2023, o SBT anunciou a contratação da influenciadora digital Virginia Fonseca para apresentar um programa semanal nas noites de sábado, concorrendo contra o Altas Horas. Virginia, inclusive, era embaixadora digital do Teleton pela edição 2023.
A faixa de seu programa, até então, era ocupada por reality shows, sendo um deles o Bake Off Brasil: Mão na Massa. A 9ª temporada do reality show culinário foi encerrada em 23 de dezembro de 2023, e como o programa de Virgínia Fonseca só estrearia em abril de 2024 — o SBT resgatou o Sábadocine para ocupar a faixa, uma sessão de filmes que já havia sido transmitida na programação do canal em 2009. A sessão foi exibida entre os dias 30 de dezembro de 2023 e 30 de março de 2024.
Em 17 de janeiro de 2024, Virginia anunciou que estava grávida de seu terceiro filho e, para evitar qualquer desfalque, o programa teria apresentadores substitutos enquanto a titular permanecia em licença maternidade. Além disso, a própria planejou exibir um reality show sobre a sua gravidez na atração como um quadro especial.

### Estreia
O programa estreou no dia 6 de abril de 2024. No episódio de estreia, Virginia recebeu o próprio marido, o cantor Zé Felipe, e o sogro, o também cantor Leonardo.

## Exibição

### 1ª Temporada (2024)
Inicialmente, a estreia do programa estava marcada para fevereiro, porém, foi adiada para o mês de março e depois para 6 de abril, no aniversário de 25 anos da apresentadora.
| Episódio     | Data           | Convidados |
| 1ª Temporada | 1ª Temporada   | 1ª Temporada |
| ------------ | -------------- | --- |
| 01           | 6 de abril     | Zé Felipe, Leonardo e Poliana Rocha                                                                                                   |
| 02           | 13 de abril    | Maiara & Maraisa |
| 03           | 20 de abril    | Pabllo Vittar e Celso Portiolli |
| 04           | 27 de abril    | Zé Vaqueiro e MC Ryan SP |
| 05           | 4 de maio      | Luciana Gimenez e Luan Pereira |
| 06           | 11 de maio     | Tias da Virgínia e Zé Felipe |
| 07           | 18 de maio     | Murilo Huff, Gabriela Versiani e Thullio Milionário                                                                                   |
| 08           | 25 de maio     | Marina Sena e Igor Guimarães |
| 09           | 1 de junho     | Simone Mendes e Gracyanne Barbosa |
| 10           | 8 de junho     | Luísa Sonza e Roberta Miranda |
| 11           | 15 de junho    | Priscilla, Ceará e Mirella Santos |
| 12           | 22 de junho    | Nicole Bahls e Mari Fernandez |
| 13           | 29 de junho    | Nattan, Álvaro e Rafa Uccman |
| 14           | 6 de julho     | Leo Santana, Key Alves e Sylvia Design                                                                                                |
| 15           | 13 de julho    | João Guilherme Silva e João Gomes |
| 16           | 20 de julho    | Pocah e Joaquim Lopes |
| 17           | 27 de julho    | João Guilherme e César Menotti & Fabiano                                                                                              |
| 18           | 3 de agosto    | Zezé Di Camargo e Gustavo Tubarão |
| 19           | 10 de agosto   | Fabiana Karla e Wanessa Camargo |
| ##           | 17 de agosto   | Exibição cancelada devido ao falecimento do apresentador Silvio Santos. No lugar do programa foi exibido o especial Obrigado, Silvio! |
| 20           | 24 de agosto   | Belo, Cariúcha e Leo Dias |
| 21           | 31 de agosto   | Gloria Groove e Tiago Abravanel |
| 22           | 7 de setembro  | Latino e Dani Calabresa |
| 23           | 14 de setembro | Restart e Márcia Sensitiva |
| 24           | 21 de setembro | Ferrugem e Bruna Louise |
| 25           | 28 de setembro | Regina Volpato e Manu Bahtidão |
| 26           | 5 de outubro   | Malvino Salvador, Kyra Gracie e Vitor Kley                                                                                            |
| 27           | 12 de outubro  | Hugo & Guilherme, Ronnie Von e Marlei Cevada                                                                                          |
| 28           | 19 de outubro  | Yasmin Brunet, Yasmin Santos e Guilherme & Benuto                                                                                     |
| 29           | 26 de outubro  | MC Loma, Mirella Santos, Mariely Santos e MC Daniel                                                                                   |
| 30           | 2 de novembro  | Naiara Azevedo, Marcos Pasquim e Solange Almeida                                                                                      |
| ##           | 9 de novembro  | Exibição cancelada por conta da maratona do Teleton                                                                                   |
| 31           | 16 de novembro | Lexa, Gretchen e David Brazil |
| 32           | 23 de novembro | Joelma e Fernanda Gentil |
| 33           | 30 de novembro | Fernando & Sorocaba, Bola e Carioca                                                                                                   |
| 34           | 7 de dezembro  | Murilo Rosa, Lactea e Israel & Rodolffo                                                                                               |
| 35           | 14 de dezembro | Melody, Duda Beat e Renata Kuerten |
| 36           | 21 de dezembro | Di Ferrero, Buchecha e Luana Zucoloto                                                                                                 |
| 37           | 28 de dezembro | Naldo, Ellen Moranguinho, Arianna Nutt e Rodrigo Capella                                                                              |

### 2ª Temporada (2025)
De 4 de janeiro a 2 de fevereiro, o programa foi composto por reprises dos melhores episódios da primeira fase. Em 8 de fevereiro, a segunda temporada teve, de fato, seu início.
| Episódio     | Data            | Convidados                                                                                          |
| 2ª Temporada | 2ª Temporada    | 2ª Temporada                                                                                        |
| ------------ | --------------- | --------------------------------------------------------------------------------------------------- |
| 01           | 8 de fevereiro  | Pedro Leonardo, Monyque Isabella, Jéssica Beatriz Costa, Zé Felipe, Matheus Vargas e João Guilherme |
| 02           | 15 de fevereiro | Whindersson Nunes e MC Livinho                                                                      |
| 03           | 22 de fevereiro | MC Pedrinho, Vanessa Giácomo e Paul Cabannes                                                        |
| 04           | 01 de março     | Xanddy, Edu Guedes e Juliana Silveira                                                               |
| 05           | 08 de março     | Viih Tube, Eliezer e Valesca Popozuda                                                               |
| 06           | 15 de março     | Felipe Araújo e Tierry                                                                              |
| 07           | 22 de março     | Marcos & Belutti, Zoo e Christian Figueiredo                                                        |
| 08           | 29 de março     | Priscila Evellyn, Lucas Guimarães e Kevinho                                                         |
| 09           | 05 de abril     | Veigh, Victor Sarro e Aline Campos                                                                  |
| 10           | 12 de abril     | Brino, Luiza Possi e Ronald                                                                         |
| 11           | 19 de abril     | Flávia Pavanelli, Luiz Bacci e Mumuzinho                                                            |
| 12           | 26 de abril     | Léo Foguete, Felipe Amorim e Grelo                                                                  |
| 13           | 3 de maio       | Matheus & Kauan, Ítalo Sena e Carlinhos Maia                                                        |
| 14           | 10 de maio      | Hugo Gloss, Gustavo Mioto e João Kléber                                                             |
| 15           | 17 de maio      | Arthur Aguiar, Renato Albani e Wesley Safadão                                                       |
| 16           | 24 de maio      | Carlos Alberto de Nóbrega, Renata de Nóbrega, Rafael Infante e João Bosco & Vinícius                |
| 17           | 31 de maio      | Edson & Hudson, Gabi Martins e Juju Salimeni                                                        |
| 18           | 7 de junho      | Paula Fernandes, Elaine Mickely e César Filho                                                       |
| 19           | 14 de junho     | Eri Johnson, Juliana Knust e Pedro Sampaio                                                          |
| 20           | 21 de junho     | Turma do Pagode, Cássio Scapin e Camila Loures                                                      |
| 21           | 28 de junho     | Flay, Diego & Victor Hugo e Geraldo Luís                                                            |
| 22           | 05 de julho     | Toninho Tornado, Samba 90 e Claudete Troiano                                                        |
| 23           | 12 de julho     | Duda Nagle, Alexandre Pires e Amaral                                                                |
| 24           | 19 de julho     | Gui Santana, Nyvi Estephan e Os Barões da Pisadinha                                                 |
| 25           | 26 de julho     | Pepita, Lauana Prado e Bianca Rinaldi                                                               |
| 26           | 02 de agosto    | Flávia Viana, Tata Estaniecki e Michel Teló                                                         |
| 27           | 09 de agosto    | Nadja Haddad, Rodriguinho, Gaab e Beca Milano                                                       |
| 28           | 16 de agosto    | Diego Hypólito, Daniele Hypólito, Pixote e Mayana Neiva                                             |

## Quadros

### Atuais
- Se beber, não fale
- Missão secreta
- Bobeou, chocou
- Sabadou Tem que Beijar
- Lucas Guedez Também Faz
- Mete a Mala
- Em Busca do Corte Perfeito

### Antigos
- Maga Margara[12]
- Biscoito ou bolacha?[13]
- A mãe está on
- TBTrampos
- Faça o que eu falo
- Se meu fone falasse
- Desenho ás Cegas

## Repercussão
O programa de estreia registrou 4 pontos, chegando ao pico máximo de 5, segundo os dados consolidados do Kantar IBOPE Media, referentes à Região Metropolitana de São Paulo. A atração elevou em 58% a média do horário das 22h nos sábados do SBT, em comparação aos filmes exibidos anteriormente, além de assumir a vice-liderança contra os minutos finais do Cidade Alerta, feito até então raro na faixa.
Nas edições seguintes, o programa conseguiu manter o segundo lugar com facilidade no horário nobre, fechando o primeiro mês com 3,6 pontos contra 3 da Record e 14 da TV Globo, aumentando em 35% os índices comparado com o Sábadocine, que registrou 2,6 pontos em seu período no ar. Considerando a quantidade de telespectadores, o programa atingiu 4,7 milhões. Pelo Painel Televisivo Nacional (PNT), a atração fechou o primeiro mês com 2,9 pontos contra 2 da Record, crescendo os números em 13,7%.
No dia 1.° de junho de 2024, bateu recorde com 4,9 pontos, abrindo 69% de vantagem contra a Record, além de aumentar em 40% os índices dos sábados anteriores. Em 27 de julho quebra mais um recorde com 5,2 pontos. Em 10 de agosto supera mais uma vez o seu recorde com 5,9 pontos, chegando a 7 de pico e share de 11,8%, algo que não era visto há bastante tempo na faixa das 22h30.